# Faculté de pharmacie de l'université Paris-Saclay
La faculté de pharmacie de l'université Paris-Saclay a été créée en 1972 au sein de l'ancienne université Paris-Sud. Elle accueille environ 3 500 étudiants sur le campus de Paris-Saclay, à Orsay, dans le département de l'Essonne, dont près de 1 000 en première année.

## Historique

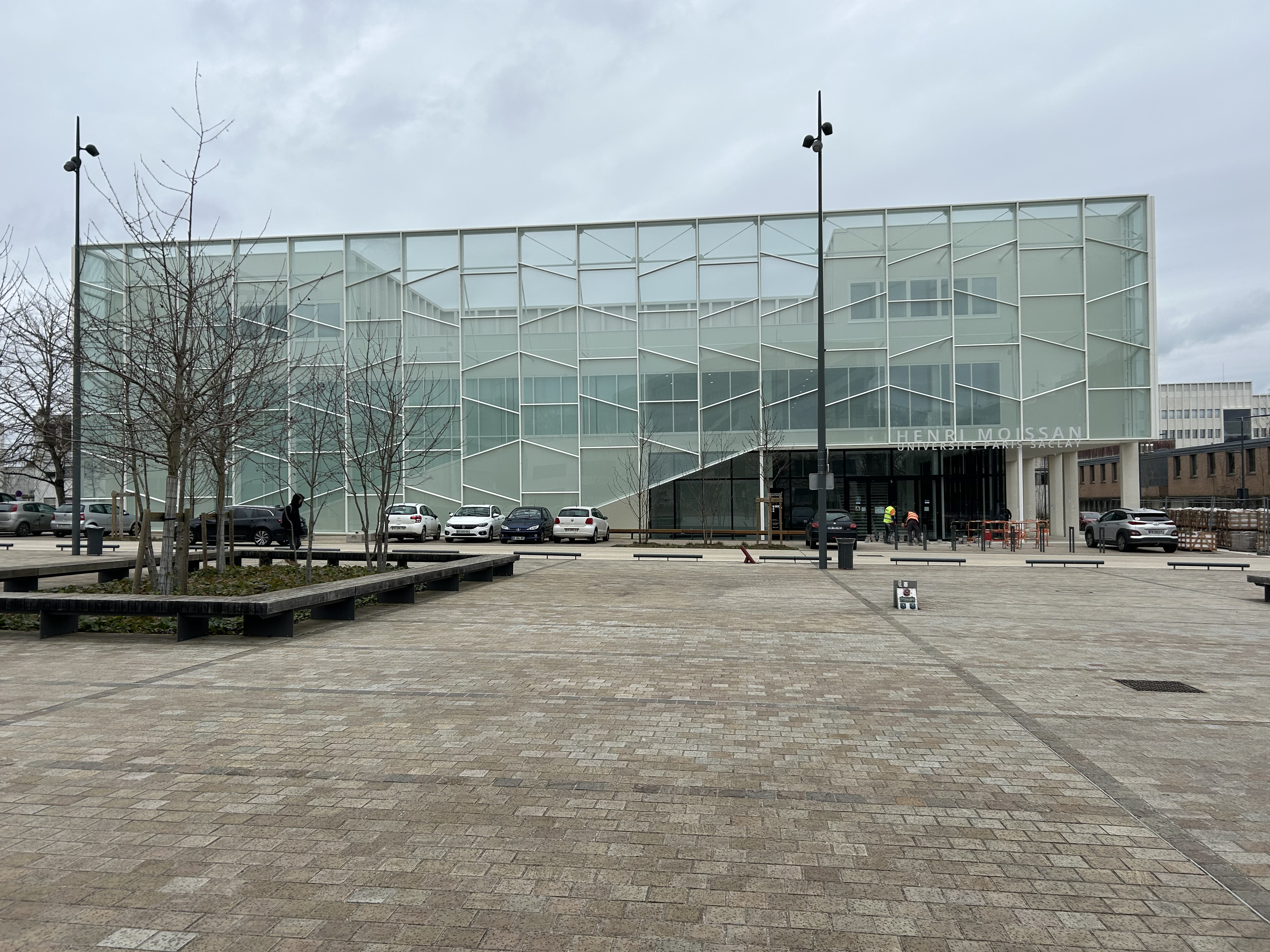
L'arrière du site Henri Moissan inauguré en 2023

En septembre 2022, la faculté de pharmacie déménage sur le campus universitaire Paris-Saclay à Orsay, dans le département de l'Essonne, après cinquante ans dans les locaux de Châtenay-Malabry,,.
La Faculté rassemble les collections d'un musée interne, le Musée Albarelle, qui retrace l'histoire de la pharmacie et des pratiques médicinales.

## Organisation
Marc Pallardy en est le doyen depuis 2015. On forme dans cette UFR des pharmaciens des filières officine, industrie/recherche et pharmacie hospitalière/biologie médicale/recherche. Initialement située à Châtenay-Malabry, la faculté a déménagé en septembre 2022, dans le cadre de l'opération campus sur le  campus universitaire Paris-Saclay, au sein du Pôle Biologie – Pharmacie – Chimie de l'université Paris-Saclay.